# Zoochorie

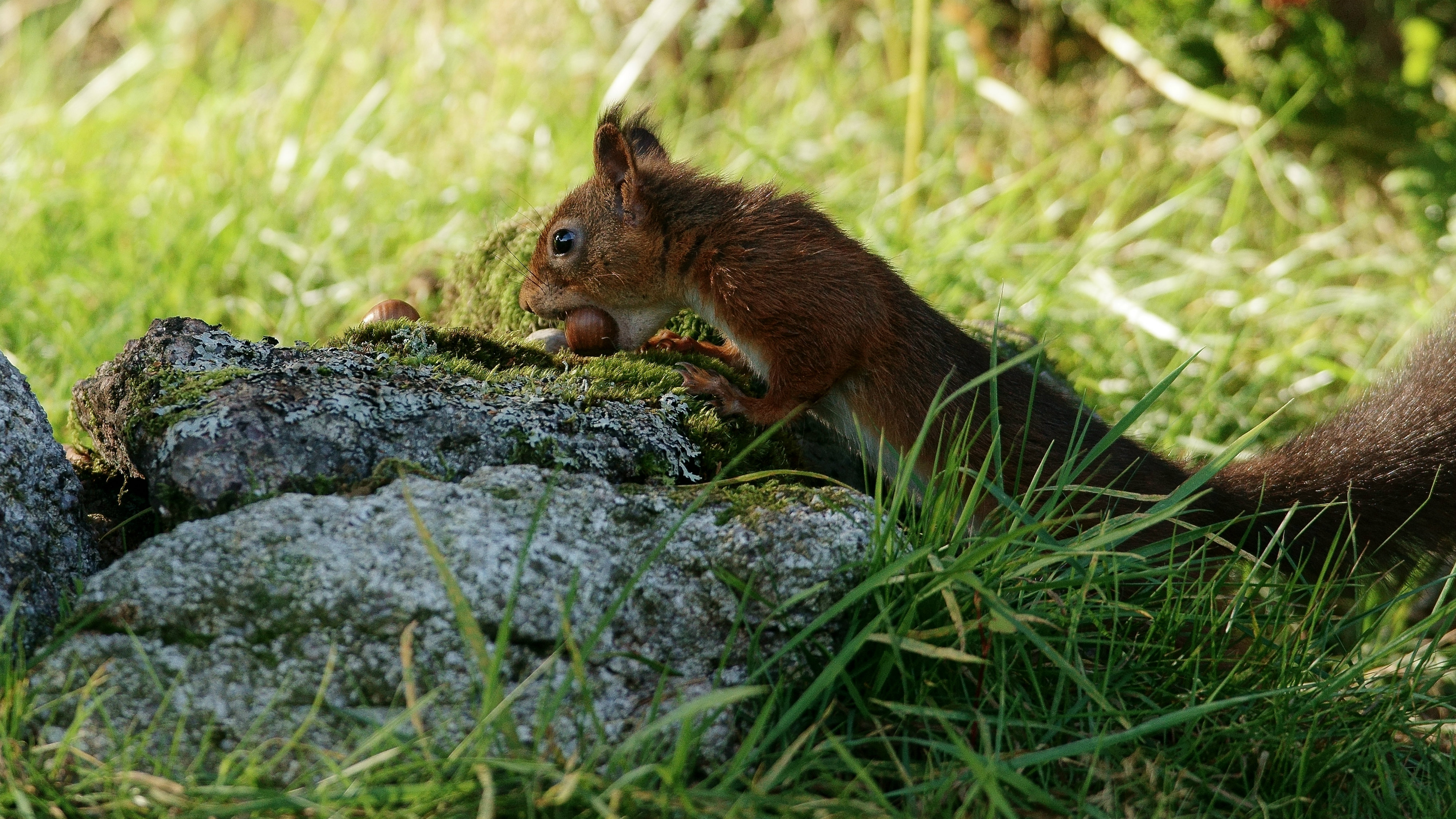
Transport de noisettes par un écureuil.

La zoochorie est le mode de dissémination des graines ou des diaspores des végétaux se faisant grâce aux animaux. Les biologistes parlent d'anthropochorie lorsque l'homme est l'agent de propagation, mode de plus en plus efficace en raison de l'accroissement des échanges de matériel et des voyages. Ce processus qui présente l'avantage de faire franchir de grandes distances aux graines, favorise l'extension de l'espèce et la diversification de son patrimoine génétique. Le déclin alarmant des animaux disséminant les graines menace au moins un tiers des espèces végétales européennes.

## Épizoochorie, exozoochorie ou ectozoochorie

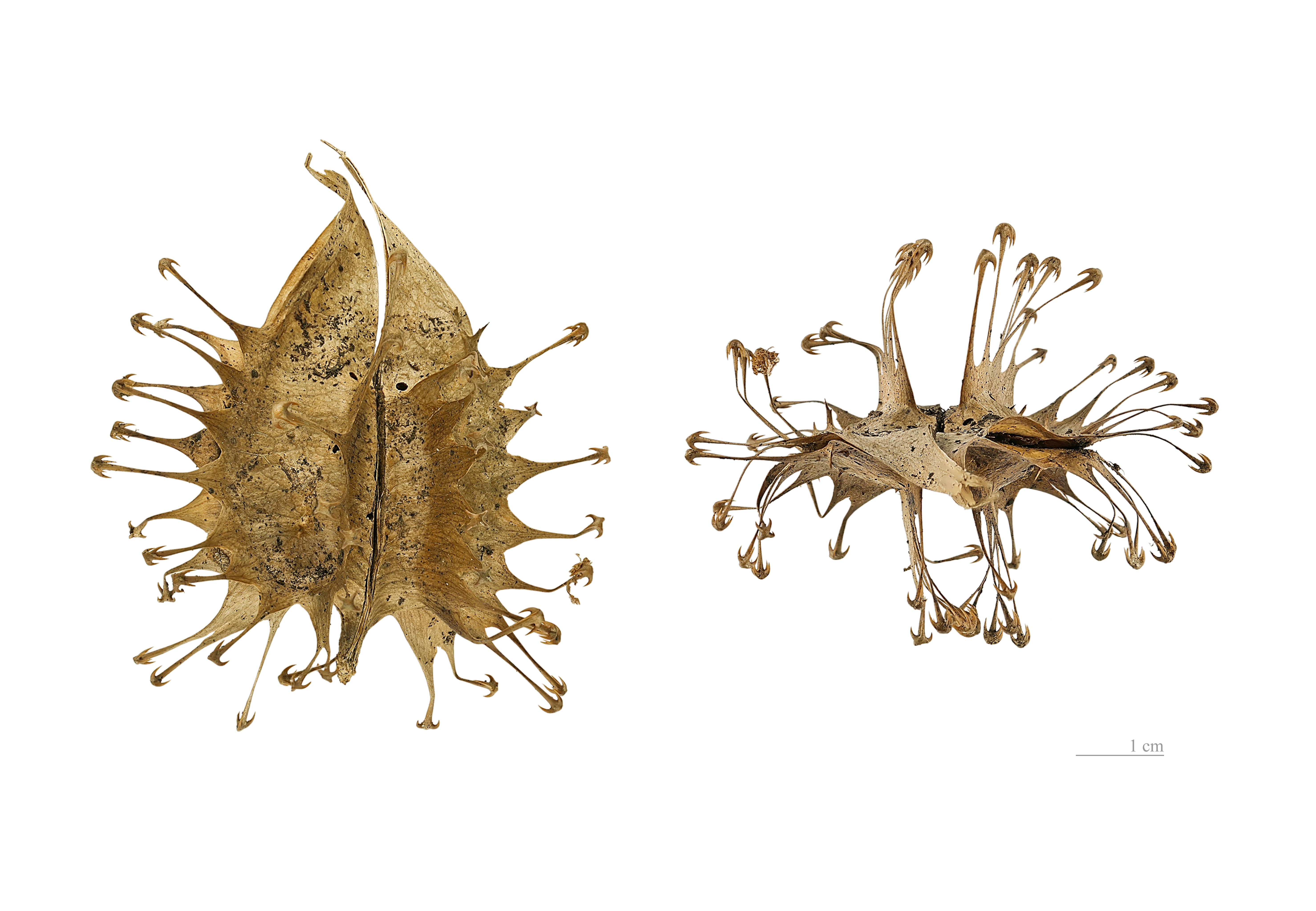
Fruits des Uncarina - Muséum de Toulouse

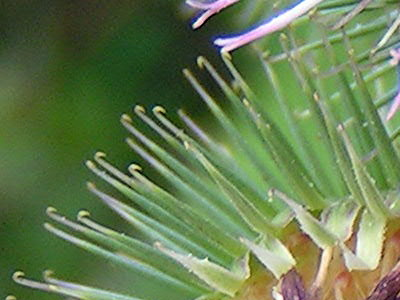
Vue rapprochée d'un fruit de bardane (Arctium lappa) montrant les petits crochets aux extrémités

L'épizoochorie, ou exozoochorie, ou encore ectozoochorie, est une zoochorie où le transport externe et passif des semences (graines, spores ou fruits) a lieu par accrochage dans les phanères des animaux.
C'est le cas pour les fruits qui présentent des crochets ou des aiguillons pour s'accrocher aux toisons (poils, plumes, etc.) des animaux. C'est le cas chez la bardane (Arctium lappa), les lampourdes glouteron (Xanthium strumarium), l'Aigremoine eupatoire (Agrimonia eupatoria), des Uncarina.
Le mélèze s'est implanté le long des routes de régions d'Europe en ayant été involontairement transporté par les colporteurs du XIXe siècle (anthropochorie).
La littérature scientifique rapporte un cas de spores d'algues transportées sur la coquille d'un gastéropode, Theodoxus fluviatilis (malacochorie).

## Endozoochorie

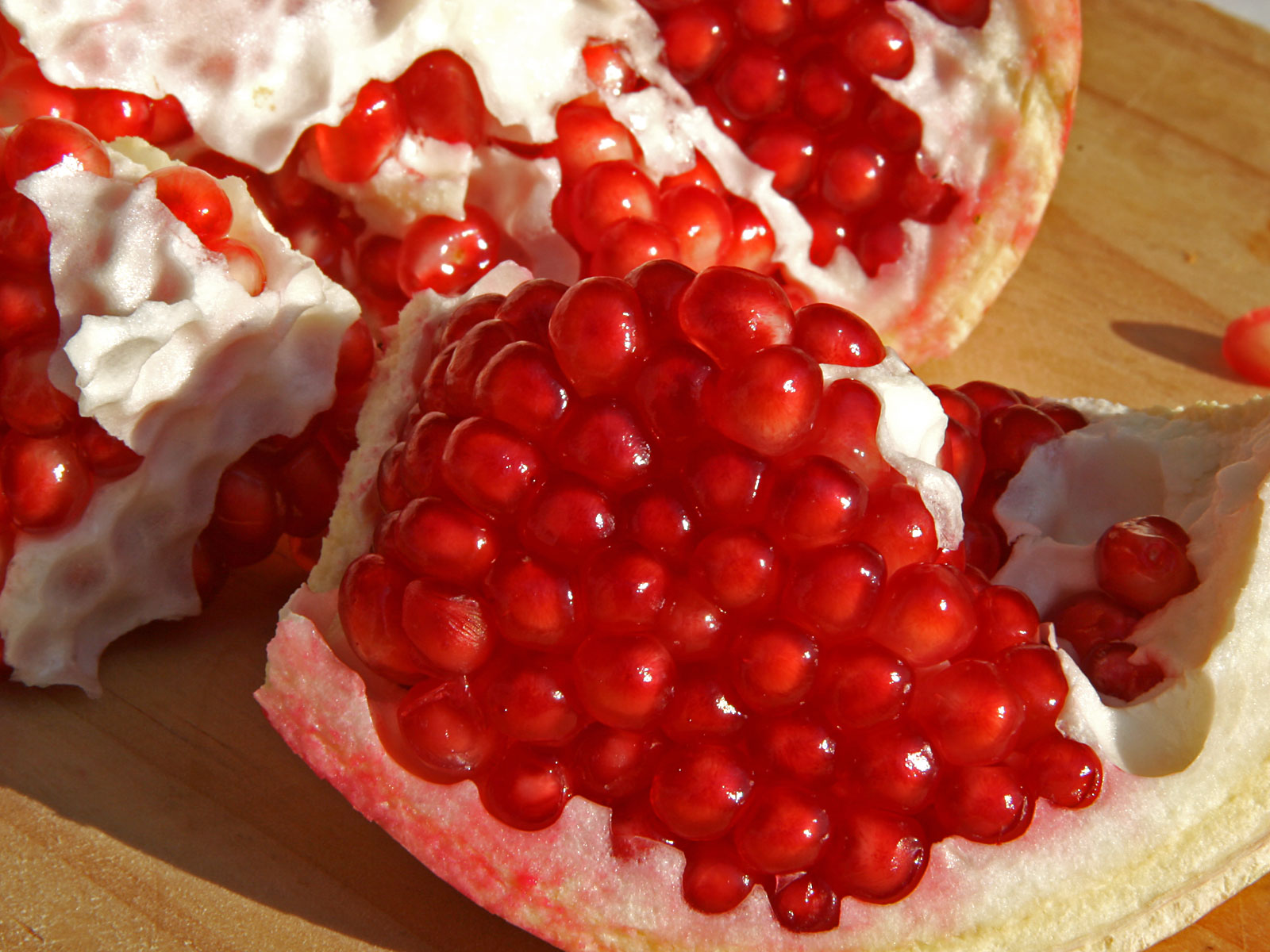
Fruit ouvert de grenadier montrant les graines recouvertes de pulpe rouge attirant les oiseaux.

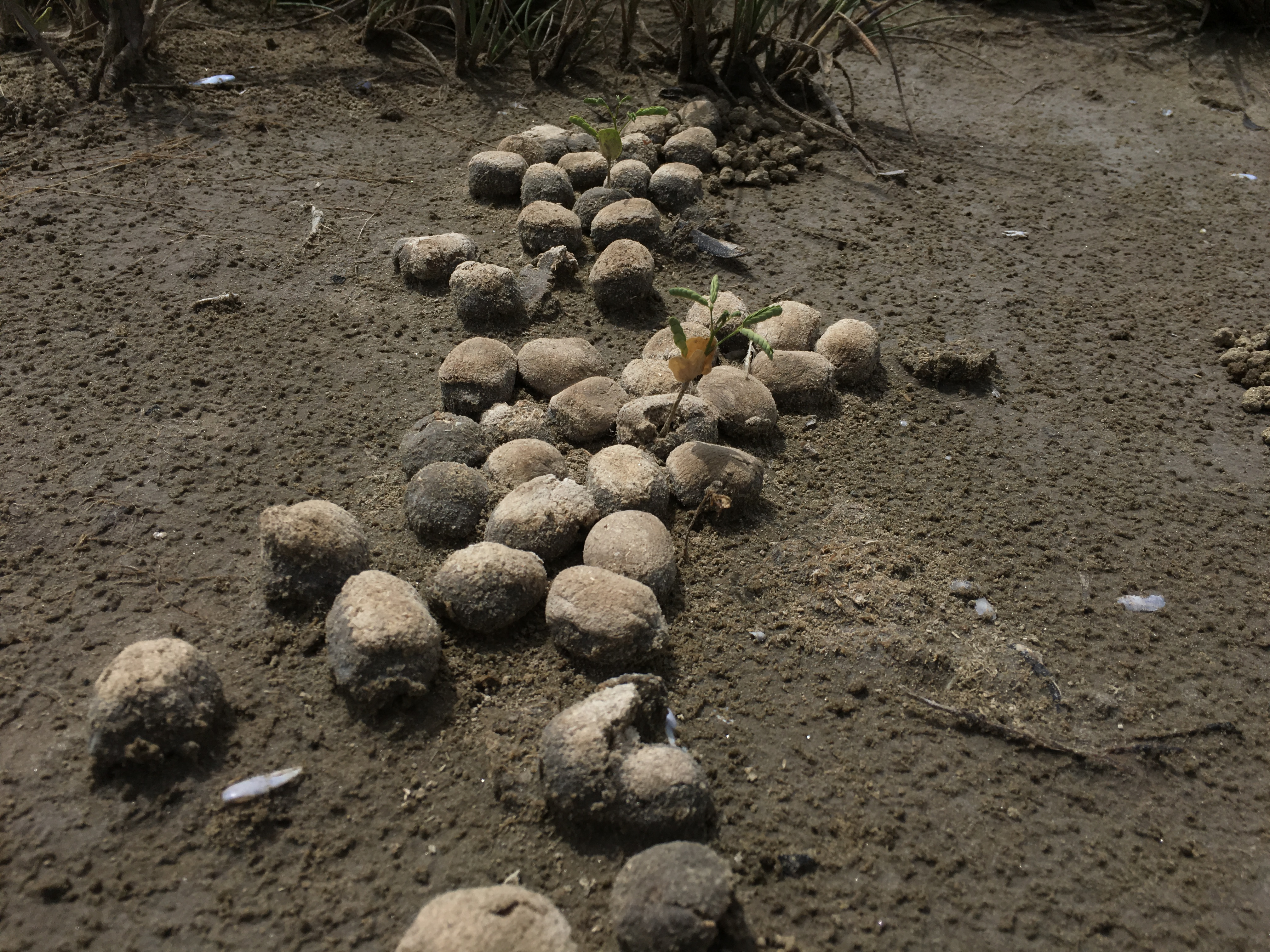
Graines de Prosopis germant dans des fèces de chameaux.

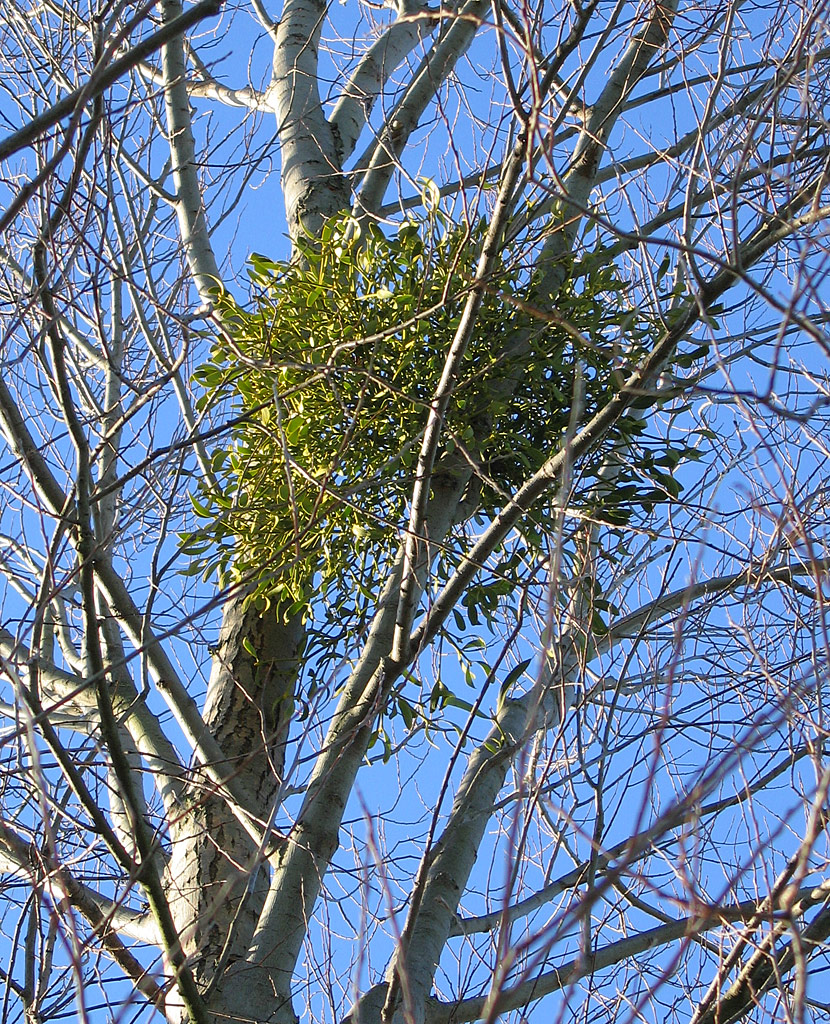
Gui (Viscum album) parasitant une branche de peuplier et dont les fruits ne peuvent être disséminés que par les oiseaux.

Certaines graines sont recouvertes d'un péricarpe charnu qui incite les animaux frugivores à les ingérer (ingestion par les mammifères : mammiochorie ou mammaliochorie ; par les oiseaux : ornithochorie ou avichorie ; par les poissons : ichthyochorie ; par les reptiles : saurochorie ; par chauves-souris : chiroptérochorie). De même, les spores peuvent être ingérées par des insectes (entomochorie). Elles transitent alors le long du système digestif en résistant aux sucs et sont disséminées, intactes, dans les déjections de l'animal.
C'est notamment le cas des groseilles, des cerises, des fraises, des mûres, de l'if. Et c'est surtout le cas du gui, qui ne peut germer que sur les branches d'un arbre et dispose pour cela de graines équipées de filaments visqueux.
Certaines plantes ne germent qu'après que les sucs digestifs des animaux aient ramolli les coques durcies de leurs graines par le processus de ligno-subérification. Dans les cas d'ornithochorie (geais, sittelles, bec-croisé des sapins et surtout les pies qui oublient souvent les graines collectées), le rôle joué par l'oiseau disséminateur sur la germination de la semence semble plus consister en une accélération de celle-ci via le dépulpage du fruit qu'en une levée de la dormance à la suite du passage dans le tractus digestif. 
Parfois ce sont des poissons, qui peuvent ainsi transporter des graines dans une plaine d'inondation ou en remontant le courant, contribuant fortement à l'entretien d'une forte diversité génétique sur les berges et dans les annexes hydrauliques des cours d'eau, en complément de l'hydrochorie. Dans le cas des poissons, la taille (la graine doit être assez petite pour être mangée par un canard ou un poisson), mais aussi la forme de la graine semble avoir une importance, par exemple pour leur transport par des carpes.

### Myrmécochorie ou zoochorie à élaïosome

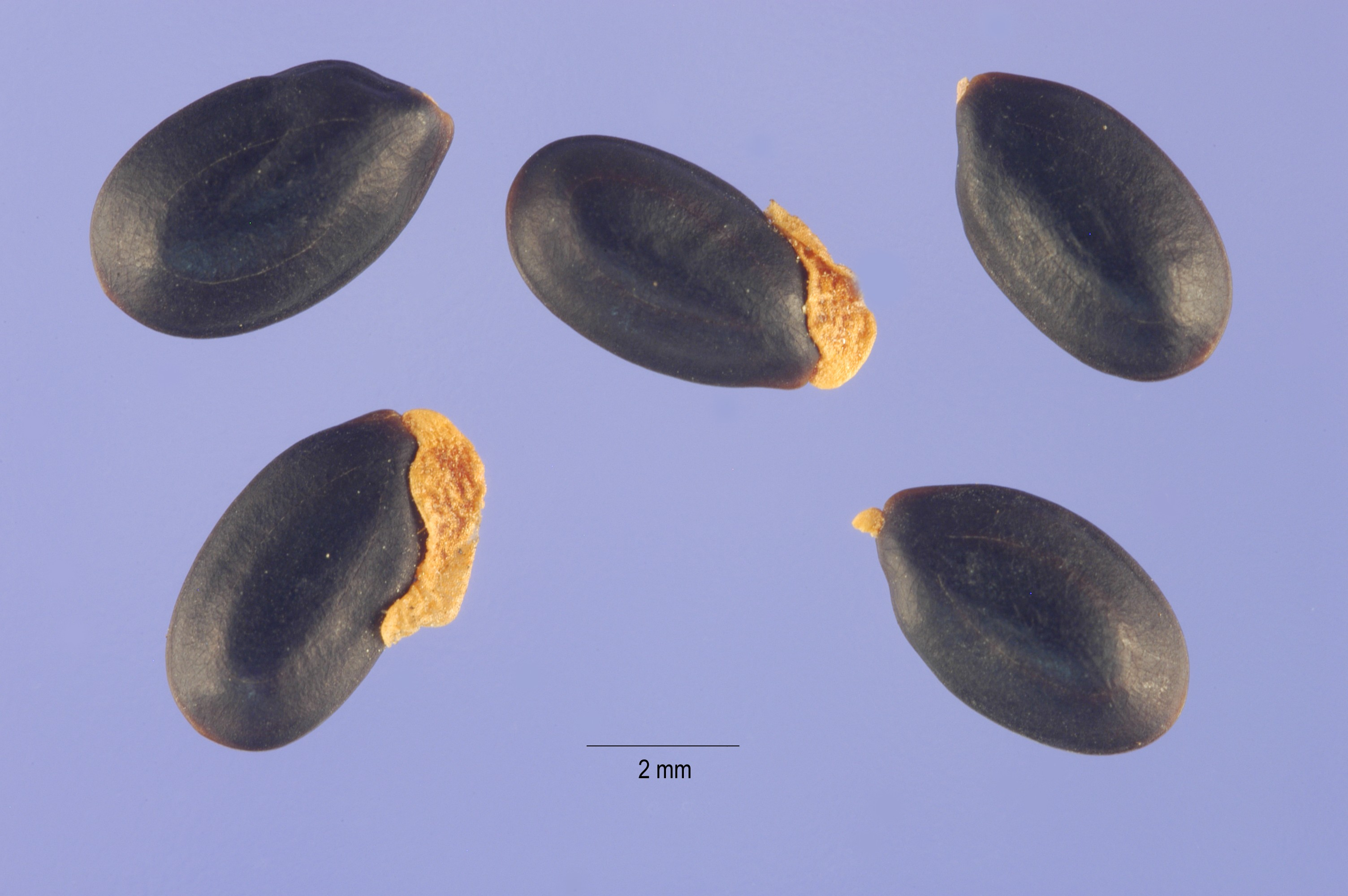
Graines dAcacia dealbata, avec un élaïosome permettant d'attirer les fourmis.

Le transport par les fourmis des graines de certaines plantes myrmécophiles est appelé myrmécochorie et est un cas particulier d’entomochorie (dispersion par les insectes).
Ces graines sont munies d'une petite hernie, appelée élaïosome, riche en substances grasses appréciées des fourmis. Elles emportent les graines dans leur nid, consomment l'élaïosome et se débarrassent de la graine encore apte à germer.
Pour un article plus général, voir Plante myrmécophile.
Voici quelques espèces concernées : Luzula pilosa, la violette odorante (Viola odorata), Pseudofumaria alba, la chélidoine, et surtout le ricin commun (Ricinus communis).

## Dyszoochorie et synzoochorie
La dyszoochorie concerne les diaspores qui sont recherchées par les animaux pour leur alimentation mais qui sont perdues accidentellement par ceux-ci lors du transport. On retrouve par exemple, l'Agouti qui permet la dissémination du Noyer du Brésil ou encore le Cassenoix moucheté qui dissémine les cônes de l'Arole, Pinus cembra.
À l'inverse de cette dispersion accidentelle, la synzoochorie désigne le mode de dispersion intentionnel, les graines étant transportées par un animal sans être ingérées, afin de faire des réserves (rongeurs tels que les écureuils ou les muscardins). Lorsque l'animal meurt, qu'il oublie sa cachette ou égare sa récolte, les graines peuvent germer.